# Eustace St Clair Hill
Pour les articles homonymes, voir Saint-Clair, Hill et Frère Jacques.
Eustace St Clair Hill, né le 15 février 1873 et mort le 12 février 1953, est un prêtre britannique. Anglican, il est chapelain militaire en Afrique du Sud, puis durant la Première Guerre mondiale. Converti au catholicisme en 1938, il devient moine sous le nom de Frère Jacques en 1939.

## Biographie

### Formation
Eustace St Clair Hill est le fils d'Agnes Jane Pennell et de James Turner Hill, major-général de la 4e infanterie indigène du Bengale. Il fréquente le Lancing College, dans le Sussex, puis entre à la Christ Church d'Oxford, où, en 1895, il obtient son diplôme. Anglican, il entre au séminaire et devient diacre en 1896 avant d'être ordonné prêtre en 1897. D'abord nommé curé de Wrexham, dans le Nord du Pays de Galles, il est envoyé en 1898 en tant qu'aumônier, à Grahamstown en Afrique du Sud.

### Aumônerie militaire

#### Afrique du Sud
En juillet 1899, il est volontaire pour devenir aumônier en cas de guerre entre les Boers et les Britanniques. La guerre des Boers éclate en septembre ; il est alors attaché au régiment de Paul Sanford Methuen et envoyé auprès des soldats britanniques à Modder River et à Magersfontein. En avril 1900, il tombe malade et retourne en Angleterre pour trois mois. Il rentre en Afrique du Sud en juillet 1900 et s'implique auprès des groupes itinérants tout en condamnant les pillages et mauvais traitements à l'égard des Boers. Connu pour son courage, il reçoit notamment une note de Lord Methuen qui le prévient que « s'il était encore vu sur la ligne de front, il serait renvoyé chez lui ».
En avril 1901, il est nommé aumônier adjoint de la Mission des chemins de fer de Naauwpoort dans le Cap oriental. Parallèlement, il sert d'aumônier aux soldats du camp militaire voisin. En 1904, il rejoint la Communauté de la Résurrection, un ordre anglican fondé en 1892. En 1905, il est nommé au sein du Collège Saint-Jean de Johannesburg. Il quitte ses fonctions en 1906 pour aller soutenir les forces coloniales impliquées dans la répression de la rébellion de Bambatha.

#### Première Guerre mondiale
Dès 1914, il offre ses services comme aumônier militaire durant la Première Guerre mondiale. Il sert d'abord le Corps expéditionnaire SA à Lüderitz dans le Sud-Ouest africain, puis est envoyé à Senussi en Égypte l'année suivante. En 1916, il est transféré en Europe où il sert sur le front occidental. En juillet 1916, il est affecté auprès des combattants de la Somme, de Longueval et de Delville Wood. Il exhorte les soldats avec des mots tels que : « Les hommes, s'ils peuvent tuer vos corps, ne peuvent pas détruire vos âmes ». Selon les dires, il se déplace lui-même sur le champ de bataille, esquivant les obus et les balles de mitrailleuses. Durant l'attaque de la butte de Warlencourt, il perd son bras droit. Il recevra la Croix militaire à la fin de 1916.
Le 24 mars 1918, à Marrieres Wood, il est capturé et passe le reste de la guerre en tant que prisonnier. Il est enfin libéré en novembre 1918.
De 1922 à 1930, il est nommé directeur du Collège Saint-Jean. En tant que tel, il fait notamment agrandir les bâtiments de l'école et y fait construire une chapelle, en hommage aux soldats tombés durant la guerre. 

### Conversion et vie monastique
En 1930, lors de la septième conférence de Lambeth, l'Église anglicane approuve la contraception dans certaines circonstances. Le père Eustache, qui refuse cette décision, rejoint la pleine communion avec l'Église catholique en 1938. Il entre alors au sein d'un monastère du Hampshire où il devient moine dès 1939, prenant le nom de Frère Jacques. 
Il y vivra jusqu'à sa mort survenue le 12 février 1953, soit trois jours avant son quatre-vingtième anniversaire.